# Doyenné de Bruxelles-Sud
Le doyenné de Bruxelles-Sud est une entité du Vicariat de Bruxelles, lequel fait partie de l'archidiocèse de Malines-Bruxelles. Il a été mis en place par Mgr Jozef De Kesel, lors de la réorganisation de l'Église à Bruxelles. Cette réorganisation prévoit que chaque paroisse est intégrée dans une unité pastorale, laquelle est rattachée à un doyenné. 
Le doyenné de Bruxelles-Sud comprend les unités pastorales et les paroisses suivantes :
- Unité pastorale d’Auderghem
  - Paroisse Notre-Dame du Blankedelle (Auderghem)
  - Paroisse Sainte-Anne (Auderghem)
  - Paroisse Saint-Julien (Auderghem)
- Unité pastorale Les Cerisiers
  - Paroisse Notre-Dame Reine des Cieux (Boitsfort)
  - Paroisse Saint-Hubert (Boitsfort)
  - Paroisse Notre-Dame du Blankedelle (Boitsfort)
  - Paroisse Notre-Dame du Perpétuel Secours (Boitsfort)
  - Paroisse Sainte-Croix de La Futaie (Boitsfort)
  - Paroisse Saint-Clément (Boitsfort)
- Unité pastorale Ste Croix d’Ixelles
  - Paroisse Sainte-Croix (Ixelles)
  - Paroisse Saint-Boniface (Ixelles)
  - Paroisse Notre-Dame de la Cambre (Ixelles)
  - Paroisse Saint-Adrien (Ixelles)
- Unité pastorale de l’Alliance
  - Paroisse Saint-Job (Uccle)
  - Paroisse Sainte-Anne (Uccle)
  - Paroisse Saint-Joseph (Uccle)
- Unité pastorale des Sources Vives
  - Paroisse Notre-Dame du Rosaire (Uccle)
  - Paroisse du Sacré-Cœur (Uccle)
  - Paroisse Notre-Dame de l’Annonciation (Ixelles)
  - Paroisse de la Sainte Trinité (Ixelles)
- Unité pastorale Boetendael
  - Paroisse Saint-Pierre (Uccle)
  - Paroisse Saint-Marc (Uccle)
  - Paroisse Saint-Paul (Uccle)
  - Paroisse du Précieux Sang (Uccle)
  - Paroisse Notre-Dame de la Consolation (Uccle)
- Unité pastorale des Sarments Forestois
  - Paroisse Saint-Augustin (Forest)
  - Paroisse Saint-Denis (Forest)
  - Paroisse Saint-Pie X (Forest)
  - Paroisse Saint-Curé d'Ars (Forest)
  - Paroisse Sainte-Marie Mère de Dieu (Forest)
- Unité pastorale de Saint-Gilles
  - Paroisse Jésus-Travailleur (Saint-Gilles)
  - Paroisse Sainte-Alène (Saint-Gilles)
  - Paroisse Saint-Antoine de Padoue (Saint-Gilles)
  - Paroisse Saint-Bernard (Saint-Gilles)
  - Paroisse Saint-Gilles (Saint-Gilles)